# Port lotniczy Sunyani
Port lotniczy Sunyani – port lotniczy zlokalizowany w ghańskim mieście Sunyani. Obsługuje połączenia lotnicze ze stolicą – Akrą.

## Linie lotnicze i połączenia
| Linia Lotnicza | Kierunek |
| -------------- | -------- |
| Passion Air    | 1. Akra  |